# De val van Angkor
De val van Angkor is het zevende album uit de reeks De Rode Ridder, geschreven door Willy Vandersteen en getekend door Willy Vandersteen, Karel Verschuere en Eduard De Rop. De strip werd voor het eerst uitgebracht op 21 december 1960.

## Het verhaal
Na het vorig avontuur van Johan vinden we hem terug op een Portugees galjoen. Ze varen langs de kust van Cambodja en nadat Johan zijn wedervaren verteld heeft, besluit hij aan wal te gaan met 2 andere matrozen. Die zijn echter op geld belust en slaan Johan bewusteloos. Als hij terug bij het bewustzijn komt, wordt hij opgeschrikt door een woedende olifant. De olifant blijkt echter een meester(es) te hebben, Nibha. Zij laat Johan het rijk der Khmers zien. Nibha is echter een slavin, gevangengenomen door koning Yasodo. Hij wil zijn naam vereeuwigen door vele tempels te bouwen. Dit gaat ten koste van vele Thaise slaven. Nadat Johan de situatie geobserveerd heeft probeert hij Nibha en haar volk te helpen. Hij houdt de paleiswachten bezig, totdat de slaven op de werf van wapens worden voorzien. Yasodo wordt woedend en begint met de belegering van het bouwwerf. Na een lange en bloedige strijd wordt Johan ten slotte gered door Thaise soldaten, die Yasodo in de rug aanvallen. Na een ongelijke strijd, waarin Yasodo de dood vindt, worden de Thaise slaven bevrijd. Johan neemt afscheid en vertrekt op een nieuw avontuur.